# Lachmirowice (przystanek kolejowy)
Lachmirowice – nieczynny przystanek kolejowy a dawniej stacja w Lachmirowicach na linii kolejowej nr 231, w województwie kujawsko-pomorskim.